# Sant Julià de Vallventosa
Sant Julià de Vallventosa és l'antiga església parroquial del poble desaparegut de Vallventosa, del terme comunal de Corbera, a la comarca del Rosselló (Catalunya Nord).
Està situada al sud-est del terme comunal, a la vall de la Ribera de Sant Julià.

## Història
El poblat de Vallventosa és documentat des del 944, i l'església, des del 945, quan l'abat de Cuixà hi adquirí un altar, amb les rendes que se'n derivaven. El 1395 encara és esmentada com a església rural.

## L'edifici
En l'actualitat només resten els murs de l'església dempeus, i mostren un edifici llarg i estret, de 14,6 per 3,6 metres. La volta va desaparèixer, però un tros de l'extrem de llevant de la nau s'havia fet servir de barraca agrícola, i va ser coberta modernament amb un embigat. Està situada contra un marge molt alt, que amaga tot el sector meridional del temple. A més una heura considerable cobreix les restes, de manera que en alguns llocs no es veu res més que cosa de mig metre. Tot plegat fa que només es pugui apreciar la forma i l'abast de l'església si s'hi fa una acurada campanya de netejar i restauració.
La porta, a ponent, presenta dos arcs de mig punt en degradació fets amb esquist, a l'interior. L'aparell és bastant primitiu, que permet datar l'església en el segle x. No s'observa l'absis, tot i que tot fa pensar que la capçalera devia ser quadrada, com era habitual en els temples preromànics.